# Municipio Lázaro Cárdenas (Quintana Roo)
Koordinaten: 21° 6′ N, 87° 29′ W
Lázaro Cárdenas ist ein Municipio im mexikanischen Bundesstaat Quintana Roo. Der Verwaltungssitz ist Kantunilkín. Das Municipio hat eine Fläche von 3593 km², die Einwohnerzahl beim Zensus 2020 betrug 29.171.

## Geographie
Das Municipio Lázaro Cárdenas befindet sich im Norden des Bundesstaates Quintana Roo und grenzt im Westen an die Municipios Tizimín und Chemax im Bundesstaat Yucatán, im Osten an Isla Mujeres, Benito Juárez und Puerto Morelos, sowie im Süden an Solidaridad.

## Orte
Das Municipio Lázaro Cárdenas umfasst laut Zensus 2020 104 bewohnte Orte, von denen 8 eine Einwohnerzahl von über 1000 aufwiesen.
| Ort              | Einwohner | Karte |
| ---------------- | --------- | ----- |
| Kantunilkín      | 8135      |       |
| Ignacio Zaragoza | 2389      |       |
| Chiquilá         | 2311      |       |
| Holbox           | 1841      |       |
| Nuevo Valladolid | 1533      |       |
| San Ángel        | 1271      |       |
| Nuevo Xcán       | 1088      |       |
| El Tintal        | 1015      |       |